# Silbermond
Silbermond (alem. luna de plata; abreviado a veces coloquialmente a SiMo o Monde) es un grupo de música pop-rock originario de la ciudad de Bautzen en Sajonia, Alemania. Sus éxitos más conocidos son, entre otros, Symphonie y Das Beste. Han sido galardonados repetidas veces con algunos premios importantes dentro del panorama musical alemán, como el Comet o el ECHO.

## Miembros
- Stefanie Kloß (Bautzen, 31 de octubre de 1984)
- Johannes Stolle (Bautzen, 23 de junio de 1982)
- Thomas Stolle (Bautzen, 23 de septiembre de 1983)
- Andreas Nowak (Bautzen, 30 de diciembre de 1982)

## Historia
Los miembros del grupo musical Silbermond se reunieron por vez primera en 1998 cuando participaron en el proyecto musical Ten Sing. Dos años más tarde decidieron formar su propia agrupación; como resultado comenzaron a trabajar localmente bajo el nombre de JAST (acrónimo compuesto por la inicial de cada miembro). En 2001 cambiaron su nombre por Silbermond, a la vez que empezaron a cantar en idioma alemán por primera vez. 
En enero de 2004, el grupo tuvo la oportunidad de hacer el acto de apertura para la cantante Jeanette Biedermann, tras lo cual lanzaron su primer sencillo Mach's Dir Selbst, seguido por su álbum debut Verschwende deine Zeit, que resultó doble platino en Alemania y Austria.

## Discografía

### Álbumes de estudio
| Año  | Álbum | Posiciones | Posiciones | Posiciones | Posiciones | Ventas                                                                   |
| Año  | Álbum | GER        | AUT        | SWI        | EU         | Ventas                                                                   |
| ---- | --- | ---------- | ---------- | ---------- | ---------- | ------------------------------------------------------------------------ |
| 2004 | Verschwende Deine Zeit - Lanzamiento: 12 de julio de 2004 - Discográfica: Valicon Songs - Formatos: CD                | 3          | 4          | 18         | 28         | AUT: Platino (20,000) GER: Doble Platino (400,000) SWI: Oro (20,000)     |
| 2006 | Laut Gedacht - Lanzamiento: 21 de abril de 2006 - Discográfica: Valicon Songs - Formatos: CD, descarga digital        | 1          | 1          | 3          | -          | AUT: Platino (20,000) GER: Doble Platino (400,000) SWI: Platino (30,000) |
| 2009 | Nichts Passiert - Lanzamiento: 20 de marzo de 2009 - Discográfica: Valicon Songs - Formatos: CD, descarga digital, LP | 1          | 1          | 1          | 98         | AUT: Platino (20,000+) GER: Platino (200,000+) SWI: Platino (30,000+)    |
| 2012 | Himmel Auf - Lanzamiento: 23 de marzo de 2012 - Discográfica: Valicon Songs - Formatos: CD, descarga digital          | 2          | 2          | 3          | -          | AUT: Oro (10,000+)                                                       |